# Peter Edberg
Peter Edberg var en svensk militär och kyrkomålare verksam i mitten av 1700-talet.
Edberg var korpral vid Jönköpings regemente. Som kyrkomålare var han inte ansluten till något skrå eller ämbete. Han medverkade 1741-1743 med dekorationsmålningar i Habo kyrka, året efter var han verksam i Småland där han utförde takmålningar i Femsjö kyrka samt under 1755 dekorationsmålade han i Bolmsö och Färgaryds kyrka. 